# Nicholas and Alexandra
Nicholas and Alexandra is een Britse film van Franklin J. Schaffner die werd uitgebracht in 1971.
Het scenario is gebaseerd op het boek Nicholas and Alexandra: An Intimate Account of the Last of the Romanovs and the Fall of Imperial Russia (1967) van Robert K. Massie. Dit peperduur en weelderig aangekleed historisch drama werd een commerciële flop.

## Verhaal
Tsaar Nicolaas II van Rusland en zijn vrouw Alexandra Romanov zijn heel gelukkig met de geboorte van hun jongste kind, de mannelijke troonopvolger Aleksej Nikolajevitsj van Rusland. Tezelfdertijd woedt de Russisch-Japanse Oorlog. Witte, de voorzitter van de Raad van Ministers van Rusland en groothertog Nicolaas Nikolajevitsj van Rusland, Nicolaas' oom, proberen de tsaar ervan te overtuigen dat de oorlog zinloos is wegens de te dure kostprijs, ook in mensenlevens. Ze waarschuwen hem ook dat hij toegevingen moet doen aan het Russische volk dat in ellendige omstandigheden leeft, onder meer door een Doema toe te laten. Nicolaas slaat die wijze raad in de wind omdat hij vasthoudt aan de onbeperkte macht van zijn voorvaderen. Ondertussen houden Lenin, Trotski en Stalin zich clandestien bezig met politieke activiteiten.
Na een tijdje wordt hemofilie vastgesteld bij Aleksej. De ietwat onevenwichtige tsarina is wanhopig. Ze raakt in de ban van de Siberische rondzwervende monnik en zelfverklaarde gebedsgenezer Raspoetin die beweert met zijn helende krachten de pijn van Aleksej te kunnen verminderen. Dankzij Raspoetin voelt Aleksej zich beter. Gaandeweg wint Raspoetin ook het vertrouwen van de tsaar en verwerft hij invloed aan het hof.
Onder de leiding van de charismatische priester Georgi Gapon begeeft een massa volk zich vreedzaam naar het Winterpaleis om bij de tsaar een verbetering van hun levensomstandigheden te bepleiten. De demonstranten weten echter niet dat de tsaar uit schrik voor oproer Sint-Petersburg heeft verlaten. Wanneer ze harder en harder om de tsaar beginnen te roepen beantwoordt de tsaristische lijfwacht dit met geweld.

## Rolverdeling

### KeizerlijkRomanov-huis
| Acteur              | Personage                          | Beschrijving         |
| ------------------- | ---------------------------------- | -------------------- |
| Michael Jayston     | Nicolaas II van Rusland            | de tsaar             |
| Janet Suzman        | Alexandra Romanov                  |                      |
| Roderic Noble       | Aleksej Nikolajevitsj van Rusland  | zijn enige zoon      |
| Ania Marson         | Olga Nikolajevna van Rusland       | zijn oudste dochter  |
| Lynne Frederick     | Tatjana Nikolajevna van Rusland    | zijn dochter         |
| Candace Glendenning | Maria Nikolajevna van Rusland      | zijn dochter         |
| Fiona Fullerton     | Anastasia Nikolajevna van Rusland  | zijn jongste dochter |
| Harry Andrews       | Nicolaas Nikolajevitsj van Rusland | Nicolaas' oom        |
| Irene Worth         | Dagmar van Denemarken              | Nicolaas' moeder     |

### Keizerlijk hof
| Acteur              | Personage                 | Beschrijving                                     |
| ------------------- | ------------------------- | ------------------------------------------------ |
| Tom Baker           | Grigori Raspoetin         |                                                  |
| Jack Hawkins        | Vladimir Frederiks        | minister van het keizerlijk hof                  |
| Timothy West        | Dokter Eugene Botkin      |                                                  |
| Jean-Claude Drouot  | Pierre Gilliard           | de Zwitserse leraar van de kinderen van de tsaar |
| John Hallam         | Nagorny                   |                                                  |
| Guy Rolfe           | Dr. Fedorov               | keizerlijke hofchirurg                           |
| John Wood           | Kolonel Eugene Kobylinsky |                                                  |
| Katharine Schofield | Alexandra Tegleva         | kindermeisje                                     |

### Staatslieden
| Acteur           | Personage          | Beschrijving                                                                |
| ---------------- | ------------------ | --------------------------------------------------------------------------- |
| Laurence Olivier | Graaf Witte        | de eerste Minister                                                          |
| Michael Redgrave | Sergej Sazonov     | Minister van Buitenlandse Zaken                                             |
| Eric Porter      | Pjotr Stolypin     |                                                                             |
| Maurice Denham   | Vladimir Kokovtsov |                                                                             |
| John McEnery     | Aleksandr Kerenski | Eerste Minister van de Voorlopige Regering na de troonsafstand van de tsaar |
| Gordon Gostelow  | Guchkov            | Minister van Oorlog van de Voorlopige Regering                              |
| Ralph Truman     | Rodzianko          | Voorzitter van de doema                                                     |

### Revolutionairen
| Acteur          | Personage          | Beschrijving                                                 |
| --------------- | ------------------ | ------------------------------------------------------------ |
| Michael Bryant  | Vladimir Lenin     |                                                              |
| Brian Cox       | Lev Trotski        |                                                              |
| Vivian Pickles  | Nadezhda Krupskaya | Lenins vrouw                                                 |
| James Hazeldine | Jozef Stalin       |                                                              |
| Ian Holm        | Vasily Yakovlev    | bolsjewiek                                                   |
| Alan Webb       | Yakov Yurovsky     | bolsjewiek en man die de tsaar en zijn familie terechtstelde |
| Stephen Greif   | Julius Martov      |                                                              |
| Steven Berkoff  | Pankratov          |                                                              |
| Leon Lissek     | Avadeyev           |                                                              |
| David Giles     | Goloshchyokin      |                                                              |

### Overige personages
| Acteur                | Personage                      | Beschrijving                                                                      |
| --------------------- | ------------------------------ | --------------------------------------------------------------------------------- |
| Martin Potter         | prins Felix Joesoepov          | moordenaar van Raspoetin                                                          |
| Roy Dotrice           | generaal Mikhail Alekseyev     |                                                                                   |
| Richard Warwick       | Dimitri Pavlovitsj van Rusland |                                                                                   |
| Alexander Knox        | Elihu Root                     | de Amerikaanse ambassadeur                                                        |
| Curd Jürgens          | Georg Sklarz                   | de Duitse consul in Zwitserland                                                   |
| Julian Glover         | Georgi Gapon                   | Russisch-orthodoxe priester die predikt in de arbeiderswijken van Sint-Petersburg |
| Vernon Dobtcheff      | Dr. Stanislaus de Lazovert     | moordenaar van Raspoetin                                                          |
| Ralph Neville         | George Buchanan                | de Britse ambassadeur                                                             |
| George Rigaud         | Maurice Paléologue             | de Franse ambassadeur                                                             |
| John Shrapnel         | Petya                          | bolsjewistische proletariër                                                       |
| Diana Quick           | Sonya                          | Petya's vrouw                                                                     |
| John Forbes-Robertson | Kolonel Voikov                 |                                                                                   |